# Gerald Dreyer
Gerald Dreyer (Pretoria, 22 settembre 1929 – 5 settembre 1985) è stato un pugile sudafricano.

## Palmarès

### Olimpiadi
- Oro a Londra 1948 nei pesi leggeri.